# Silberhorn
El Silberhorn (‘cuerno de plata’ en alemán) es una montaña de 3.695 metros de altura y forma piramidal situada en el cantón de Berna (Suiza), que forma parte de los Alpes berneses. Está al noroeste del Jungfrau, del que es un pico secundario.

## Alpinismo
Un primer intento de alcanzar la cima del Silberhorn se emprendió en junio de 1863 por M. von Fellenberg desde la pradera de Stufensteinalp, en el lado este del valle de Lauterbrunnen. Tras nueve horas de peligrosa escalada la partida se encontró ante un precipicio de roca impracticable, y se vieron obligados a regresar.
En agosto del mismo año, M. M. Badeker y von Fellenberg, con dos guías de Grindelwald y otros alcanzaron la cima desde la pradera de Wengernalp. Ascendiendo por el glaciar Guggi, pasaron la noche en las rocas al pie del Schneehorn, una estribación del Jungfrau que divide los glaciares Guggi y Giessen. Al día siguiente ganaron la cima objetivo tras un largo y dificultoso periplo bajo los acantilados del Jungfrau. La ruta de ascenso al Jungfrau más larga y difícil que se ha abierto se completó desde esta cara dos años más tarde.
La arista noroeste fue ascendida por primera vez en 1865 por el reverendo James John Hornby, el reverendo Thomas Henry Philpot, con los guías Christian y Ulrich Almer, Johann Bischof y Christian Lauener.